# Dörgen

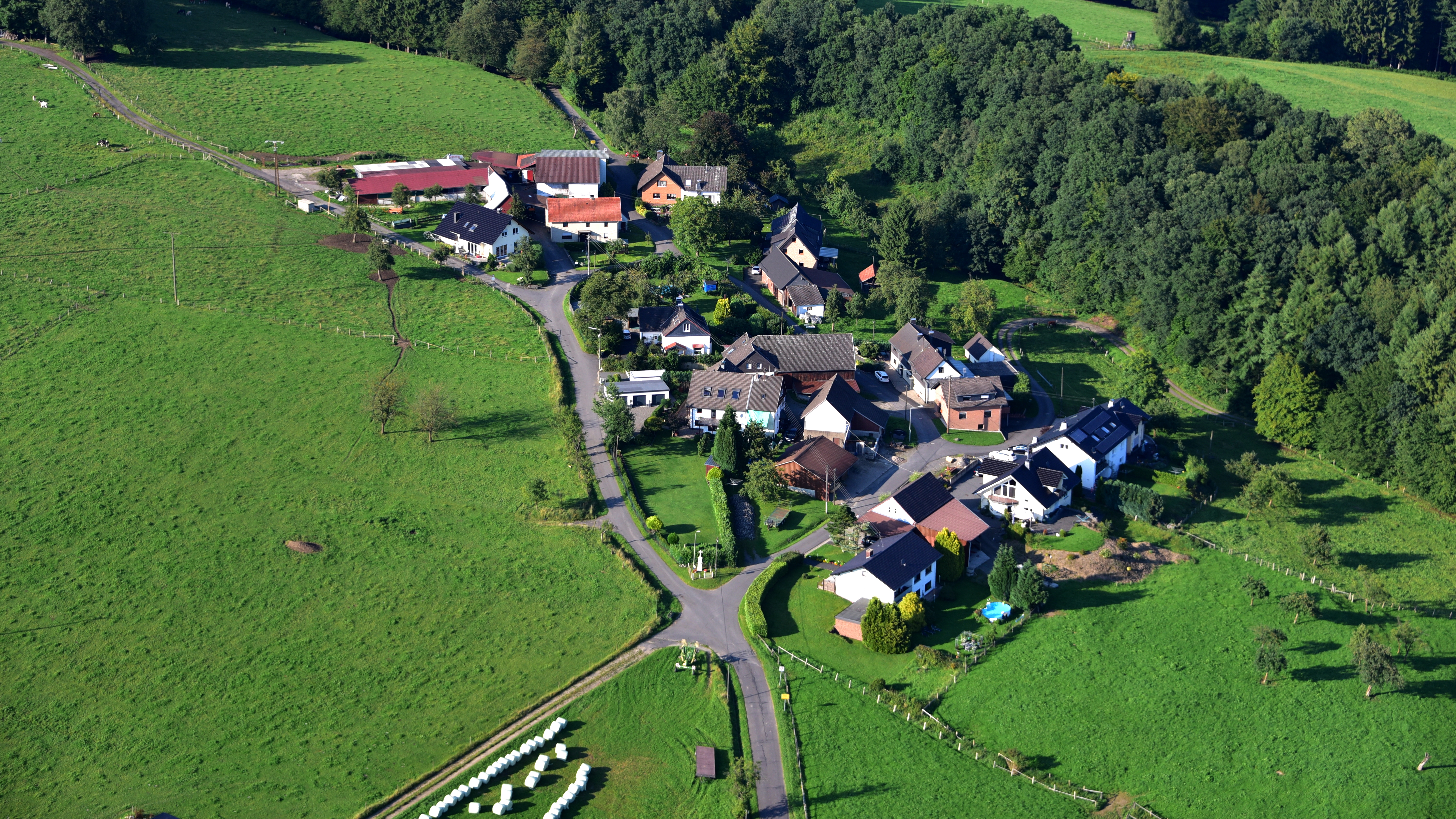
Dörgen, Luftaufnahme (2017)

Dörgen ist ein Ortsteil der Gemeinde Ruppichteroth im Rhein-Sieg-Kreis. 

## Geographie
Der Weiler liegt in einer Höhe von 240 m ü. NHN im Bergischen Land. Nachbarorte sind Neuroth im Südosten, Oeleroth im Südwesten und Lindscheid im Norden. 

## Geschichte
1809 hatte Dörgen sechs katholische Einwohner.
1910 waren für Dörgen die Haushalte Stellmacher Peter Happ, die Ackerer Johann Paul und Mathias Malskorn, Ackerin Witwe Johann Schmidt, die Ackerer Johann Heinrich und Johann Friedrich Schmidt sowie Ackerin Witwe Wilhelm Schmidt verzeichnet.